# 阿卜杜拉·本·扎拉维王子体育场
阿卜杜拉·本·扎拉维王子体育场（阿拉伯语：‎）是一座位于沙特阿拉伯哈萨绿洲的足球场，目前是沙特阿拉伯职业足球联赛球队艾法特足球會的主场，容纳人数20,000人。